# Контрактуализм
Контрактуализм (англ. contractualism; иногда контрактарианизм, contractarianism) — философское течение, описывающее роль и структуру социально-этических норм; апеллирует к общественному договору. Основывается на идее, что моральные принципы базируются на разумном соглашении равных между собой, поддерживающих сотруднические отношения. «Правильность» действий зависит от соответствия тем моральным принципам, которые каждый может резонно принять или, скорее, которые не могут быть резонно отклонены. В праве, люди должны быть свободны в своём выборе — с кем, ради чего и на каких условиях заключать какие-либо соглашения; закон же должен свести к минимуму какие-либо ограничения, принуждения со своей стороны, что могут повлиять на решение.
Контрактуалистские теории отстаивались рядом таких признанных моральных философов, как Томас Гоббс, Самуэль Пуфендорф, Джон Локк, Жан-Жак Руссо и Иммануил Кант. После выхода книги американского философа Джона Ролза «Теории справедливости», самого значимого труда XX века в области моральной и политической философии, теория контрактуализма в дальнейшем развивалась благодаря Гилберту Харману, Дэвиду Готье, Томасу Нагелю, Томасу Скэнлону, Брайану Бэрри, Стивену Дарволлу и многим другим.